# Génis-Porphyroide
Die Génis-Porphyroide sind eine niedrig metamorphe geologische Formation aus dem Kambrium/Ordovizium des französischen Massif Central. Die Formation ist vulkanischen Ursprungs und bildet das Liegende der Génis-Einheit.

## Geographie und Geologie

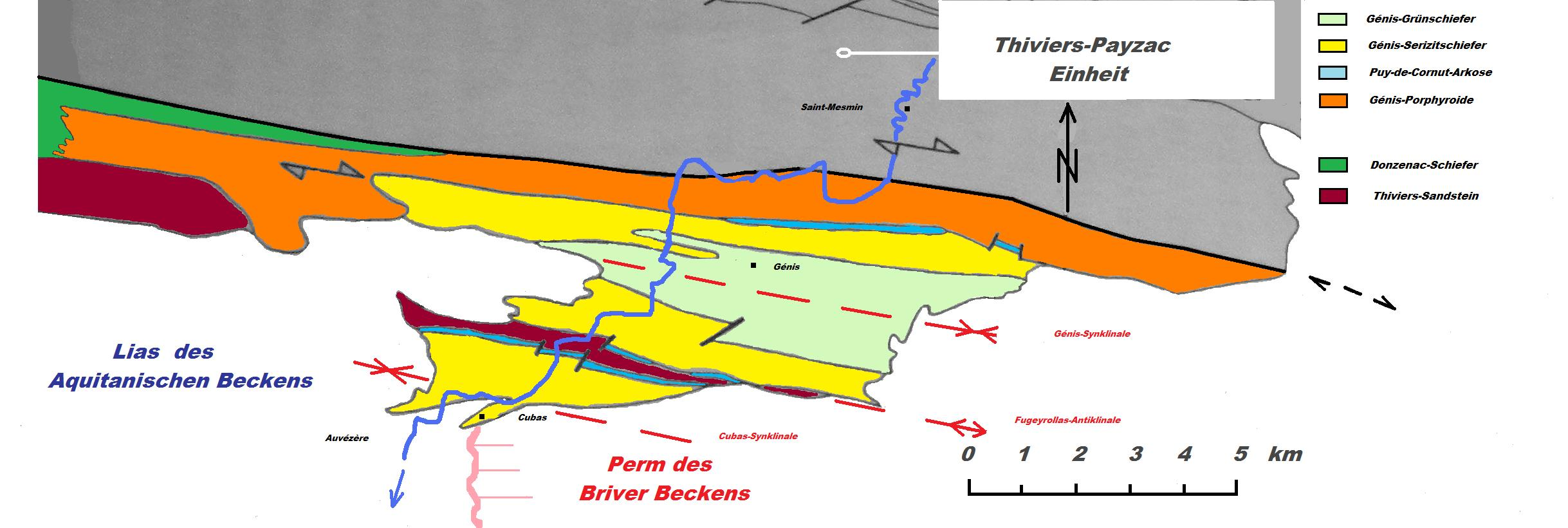
Geologische Karte der Génis-Einheit – in Orange die Génis-Porphyroide.

Die Génis-Porphyroide sind nur als Nordschenkel der Génis-Synklinale aufgeschlossen. Sie liegen hier diskordant über den Donzenac-Schiefern der Thiviers-Payzac-Einheit. Weiter südwärts greifen sie sogar noch auf den Thiviers-Sandstein aus derselben Einheit herunter. Ihr Südschenkel keilt noch vor Erreichen der Fougeyrollas-Antiklinale aus bzw. wird bei Preyssac-d’Excideuil von Liassedimenten des Aquitanischen Beckens verdeckt. Die Nordbegrenzung der Génis-Porphyroide bildet die Südlimousin-Störung – eine bedeutende dextrale Seitenverschiebung, welche die Metaignimbrite gegenüber der Thiviers-Payzac-Einheit abschneidet. Der Nordschenkel folgt der Störung über gut 20 Kilometer von Clermont-d’Excideuil bis westlich von Juillac, wo er unter karbonische Sedimente und Rotsedimente des Briver Beckens abtaucht. Seine Ausstrichsbreite beträgt zwischen 700 Meter im Westen und 1500 Meter am Ostrand. Die Streichrichtung ist Ostsüdost (N 110) bei steilem Einfallen (um 80°) nach Nordnordost.
Die stratigraphisch höher liegende Puy-de-Cornut-Arkose folgt auf die Génis-Porphyroide mit einer deutlichen Winkeldiskordanz.
Nordöstlich von Preyssac-d’Excideuil wird der Nordschenkel über 500 Meter von kontinentalen Quarzgeröllen verdeckt, denen ein miozänes Alter zugeordnet werden kann.

## Petrologie

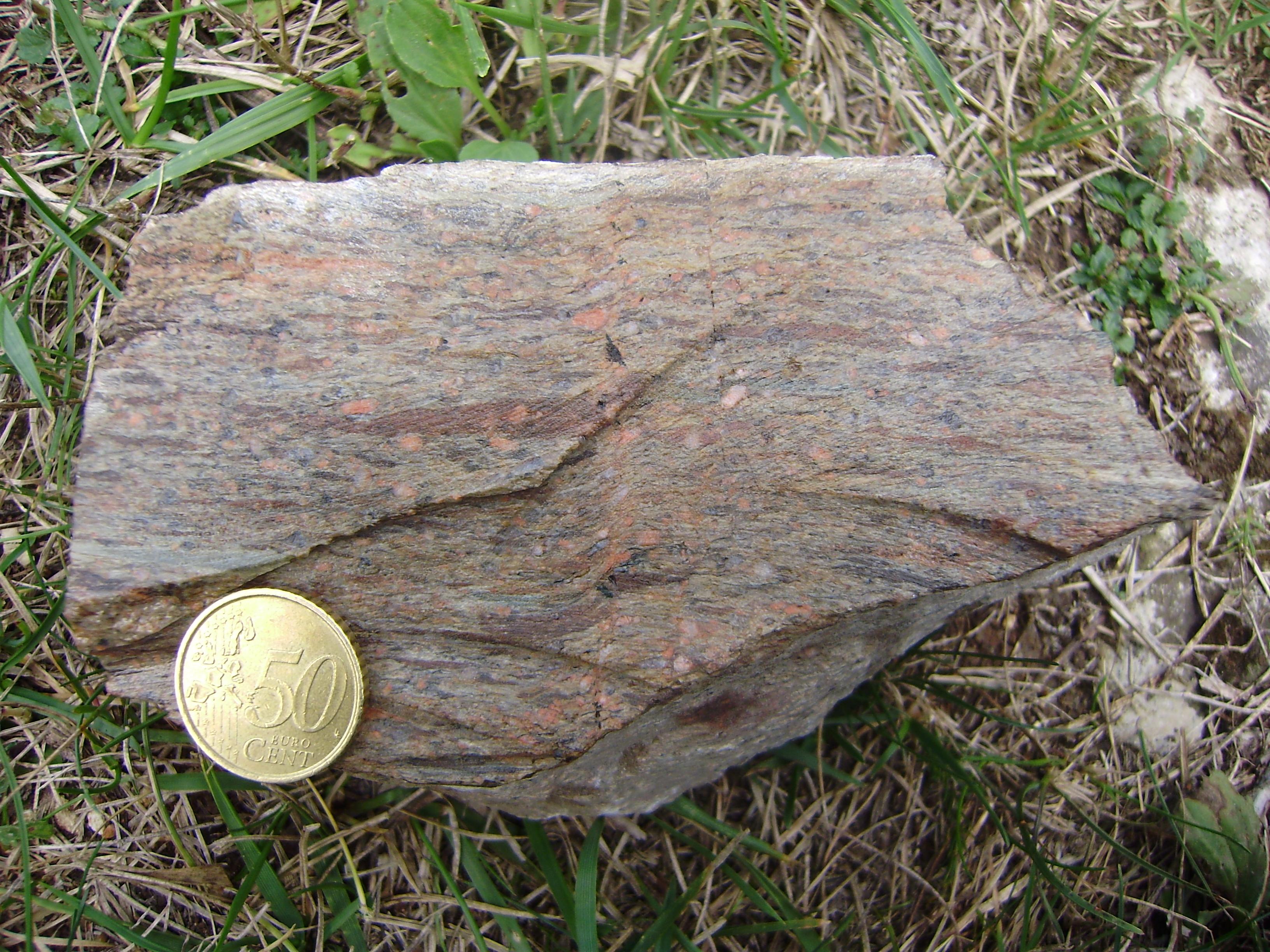
Angeschnittenes Handstück eines Génis-Porphyroids – rosafarbene Fazies. Deutlich erkennbar der rechtsseitige Schersinn.

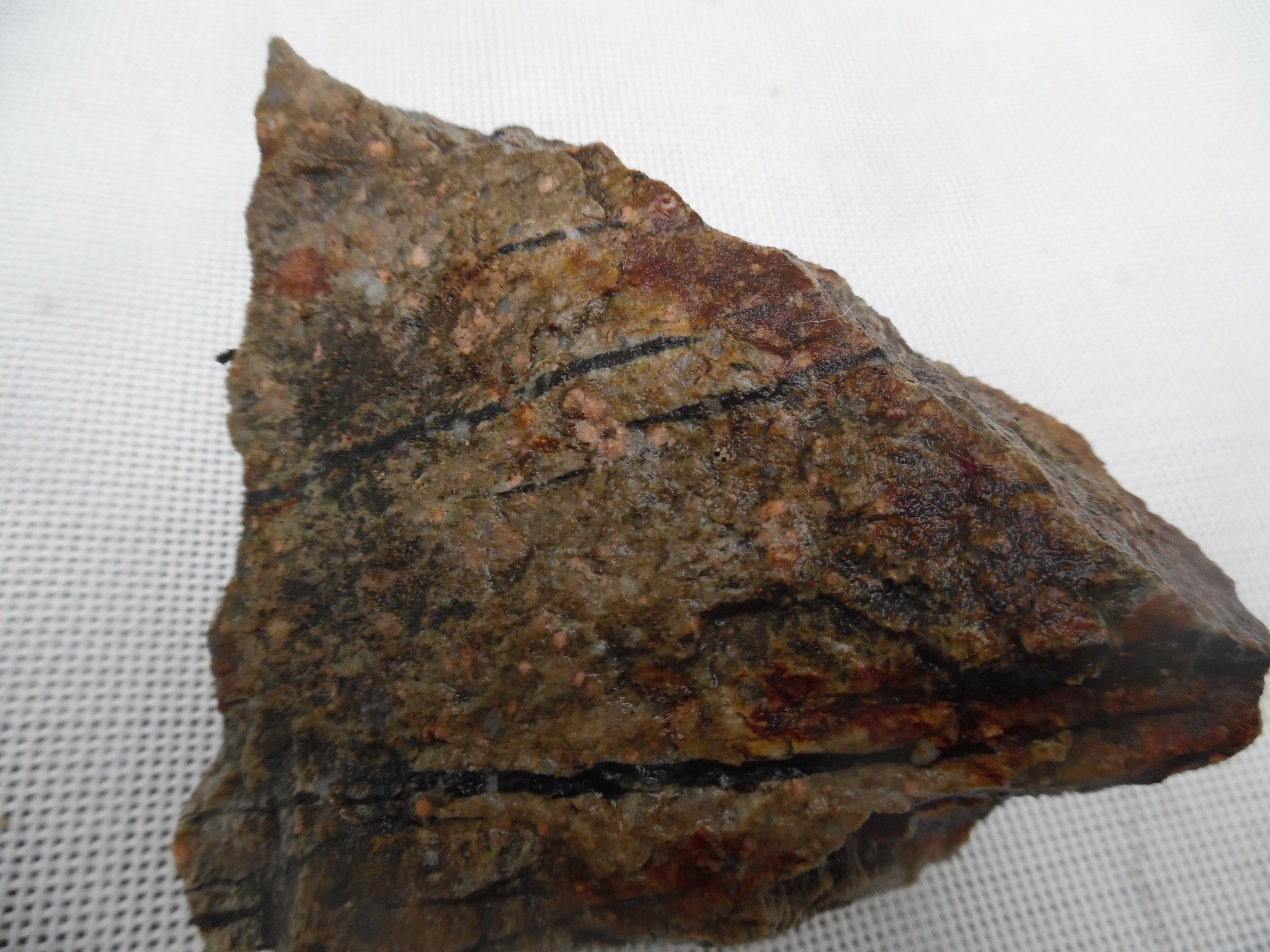
Nasser Lesestein der Génis-Porphyroide. Die schwarzen Streifen sind ehemalige ausgelängte Glasscherben.

Bei den Génis-Porphyroiden, Französisch  Porphyroïdes de Génis, handelt es sich um ehemalige alkalische Ignimbrite mit rhyolithischer Zusammensetzung. Sie enthalten an Phänokristallen Quarz, Alkalifeldspat und Plagioklas (Albit) in einer sehr feinkörnigen, schiefrigen Matrix (5 μm) aus Quarz, Feldspat, Muskovit (Serizit) und seltenem Chlorit. Ursprüngliche Fiamme sind kaum mehr zu erkennen, verschweißte glasige Lagen können aber teils noch als solche ausgemacht werden.
Ihre interne Stratigraphie gestaltet sich wie folgt (vom Hangenden zum Liegenden):
- rosafarbene Porphyroide
- Tuffe
- graue Porphyroide

Die beiden Porphyrfazies unterscheiden sich nicht nur in ihrer Farbgebung, sondern auch in ihrem Gehalt an Fiamme, die nur in den rosafarbenen Porphyroiden wirklich in Erscheinung treten. Ihre Rotfärbung wird von rosaroten Feldspäten verursacht, wobei die sehr feinkörnige Matrix neben rosa auch beige oder hellgrün gefärbt sein kann. Quarz als Phänokristall ist meist abgerundet oder abgestumpft, nur selten eckig und häufig mit Korrosionsbuchen versehen. Die Alkalifeldspäte zeigen unregelmäßige Prismen, deren Winkel ebenfalls abgestumpft sein können. Die Fiamme sind verdreht, stellenweise verdickt oder ganz abgeschnürt und besitzen oft charakteristische axiolithische Ränder.
Die grauen Porphyroide sind recht dunkle Gesteine mit einer hell- bis schwarzgrauen Matrix. Sie führen weit weniger Phänokristalle, die außerdem wesentlich kleiner sind. Anstatt Fiamme besitzen sie Einschlüsse von grünlichen Schiefern. Prismatische Plagioklaskristalle treten in den Vordergrund. Ihre Zusammensetzung ist An05 und sie sind idiomorph, rechteckig und werden von Serizit infiltriert.
Die trennenden Tuffe sind feinkörnige, gelbliche Gesteine, deren serizitführender Matrixgehalt recht hoch ist. Kleine Körner von Quarz und Feldspat lassen sich in der Matrix erkennen. Die Quarzkörner nehmen unterschiedliche Formen an – eckig, manchmal auch schalig und nur selten idiomorph oder subidiomorph. Die Feldspäte – Alkalifeldspat und albitreicher Plagioklas – sind ebenfalls oft serizitisiert. Die Tuffe bilden Bänke im Dezimeter- bis Meterbereich und wechsellagern mit feinkörnigen, seidig glänzenden, kleine Quarzkörner führenden Serizitschiefern.
Eingeschlossen als linsenartige Körper in den Metaignimbriten finden sich gelegentlich glasige Metarhyolithe. Es handelt sich hier um sehr kompakte, glatte, Hornfelsen ähnelnde Gesteine ohne Phänokristalle. Ihre Färbung wechselt von grau nach rosa. Sie repräsentieren wahrscheinlich ehemalige entglaste Laven. An einigen Stellen lassen sich noch verschweißte, vitroklastische Gefüge erkennen, die aus ehemals übereinandergestapelten, abgeplatteten Glasscherben hervorgegangen waren.

### Mineralisation
Die Génis-Porphyroide führen stellenweise Barytgänge.

### Chemische Zusammensetzung
| Oxid Gew. % | Metaignimbrit 1 | Metaignimbrit 2 | Metaignimbrit 3 | Metaignimbrit 4 |
| ----------- | --------------- | --------------- | --------------- | --------------- |
| SiO2        | 70,40           | 73,03           | 73,92           | 77,03           |
| TiO2        |                 |                 |                 |                 |
| Al2O3       | 14,53           | 14,27           | 14,74           | 15,43           |
| Fe2O3       | 0,78 tot        | 0,49 tot        | 0,82 tot        | 0,82 tot        |
| FeO         |                 |                 |                 |                 |
| MnO         |                 |                 |                 |                 |
| MgO         | 0,22            | 0,17            | 0,23            | 0,20            |
| CaO         | 0,11            | 0,06            | 0,06            | 0,11            |
| Na2O        | 2,70            | 1,77            | 2,43            | 1,18            |
| K2O         | 7,82            | 8,74            | 4,76            | 5,84            |
| P2O5        |                 |                 |                 |                 |
| H2O−        |                 |                 |                 |                 |
| H2O+        |                 |                 |                 |                 |

Die Metaignimbrite sind deutlich kaliumbetont  (zwei- bis viermal mehr K2O als Na2O) und sie enthalten mehr als 70 % SiO2. Ihre chemische Zusammensetzung ist generell alkalisch und rhyolithisch. Ihr Gesamteisengehalt und ihre Konzentration an MgO und CaO sind sehr niedrig. Im Chemismus ähneln sie Rhyolithen des Tremadociums aus dem Armorikanischen Massiv.

## Tektonik

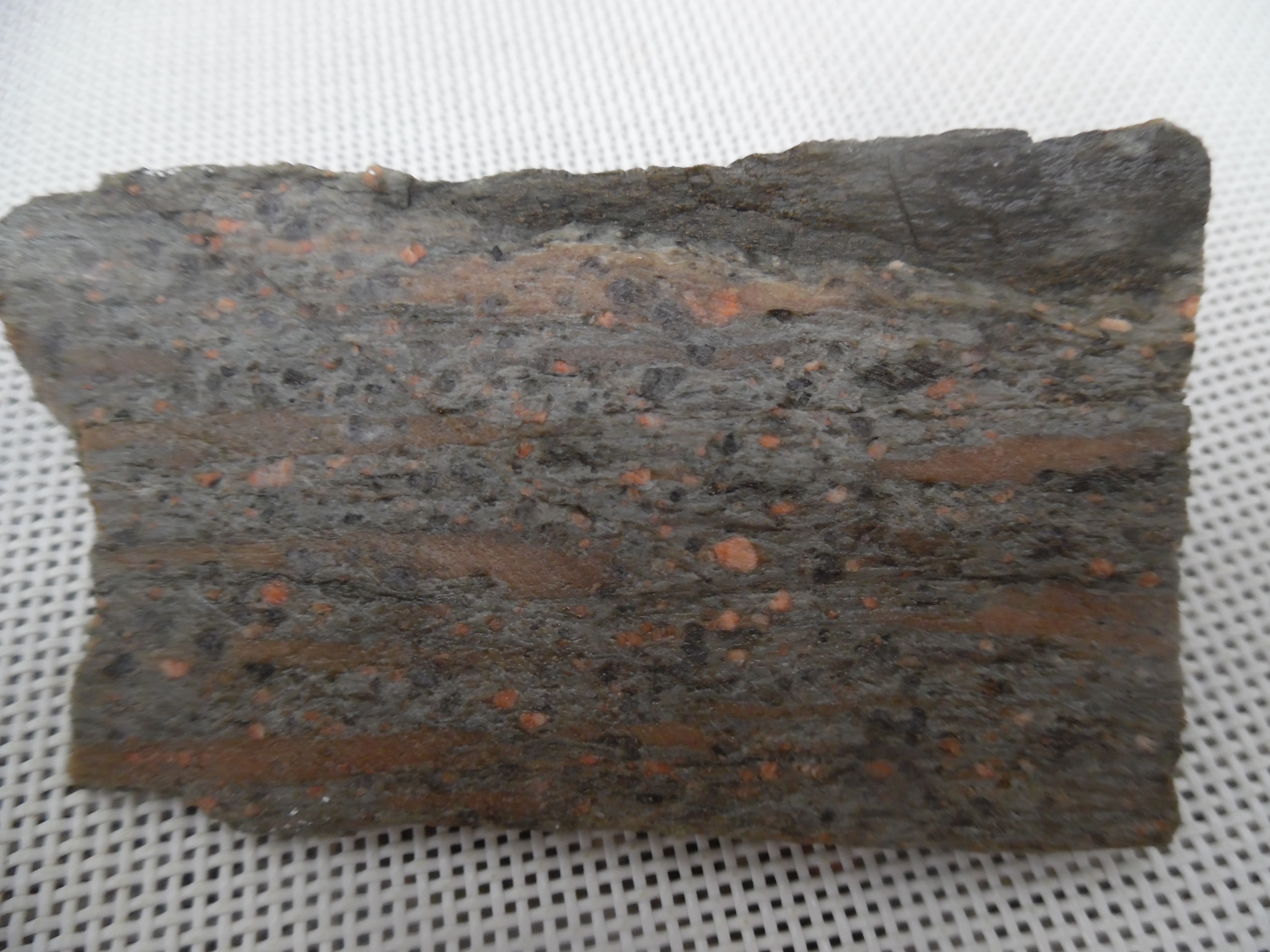
Angefeuchteter Génis-Porphyroid mit granatroten Fiammen – XZ-Schnittebene.

Wie bereits angeführt bilden die Génis-Porphyroide Teil des Nordschenkels der rund 2 Kilometer breiten Génis-Synklinale. Sie sind formationsintern  intensiv gefaltet. Der Faltenbau ist engstehend und aufrecht und besitzt eine Wellenlänge von etwa 200 Meter. Die leicht um die Horizontale streuenden Faltenachsen streichen OSO-WNW (N 110), können aber in der Umbiegung der Synklinale bei Preyssac-d’Excideuil ein Einfallen von 15 bis 20 Grad nach OSO erreichen. Die Schichtflächen (S0) zeigen meist sehr steiles Einfallen (um 80°) nach Nord bzw. Süd. Parallel zu den Faltenachsenebenen hat sich eine Schieferung, erkennbar an neugebildeten Mineralien, gebildet (S1). Strecklineare sind ebenfalls vorhanden, ihre Richtung schwankt zwischen Ostsüsost und Südost. Die Schieferung bildet einen nur schwach obliken Winkel mit der Schichtung, gut erkennbar im westlichen Auslaufen der Synklinale.
Der Faltenbau kann als System von Zugfalten interpretiert werden, welche in einer duktilen, rechts verschiebenden, Ostsüdost streichenden Scherzone entstanden waren. Spröde Querbrüche sind kurz, recht selten und streichen Nord bis Nordost. Die Gesteine unterlagen somit auch noch im spröden Bereich einer nach Ost bzw. Südost gerichteten Streckung.

## Metamorphose
Die Génis-Porphyroide wurden im Zuge der Variszischen Orogenese epizonal metamorphosiert und liegen jetzt in der Grünschieferfazies vor. Es handelt sich um eine Retromorphose, erkennbar am Erscheinen von Chlorit.

## Alter
Die Génis-Porphyroide sind bisher noch nicht absolut datiert worden. Aufgrund ihrer petrologischen Affinität zu Rhyolithen des Armorikanischen Massivs (zentrale Vendée) und zu einer sehr ähnlichen Serie im Rouergue wurde ihnen ein endkambrisches bis unterordovizisches Ablagerungsalter (Tremadocium – 490 bis 480 Millionen Jahre) zugeordnet.
Die Retromorphose und die rechtsseitigen Scherbewegungen werden an die Grenze Tournaisium/Viseum verlagert (rund 346 Millionen Jahre). Dieses angenommene Alter wird durch den synkinematischen Estivaux-Granit bestätigt.